# Blossia clunigera
Blossia clunigera är en spindeldjursart som beskrevs av Kraepelin 1908. Blossia clunigera ingår i släktet Blossia och familjen Daesiidae. Inga underarter finns listade.